# ニック・ファジーカス
ニコラス・ライアン・ファジーカス（Nicolas Ryan Fazekas, 1985年6月17日 - ）は、アメリカ合衆国コロラド州アーバダ出身の元プロバスケットボール選手（センター）。日本国籍に帰化しており、日本代表としてFIBAワールドカップ2023のバスケ日本代表予備登録メンバーにも選ばれた。

## 来歴

### プロ入り前

#### 大学
ネバダ大学リノ校に入学、同校を4年連続でNCAAトーナメントに導いた。1年次には同トーナメントでベスト16に進出している。2006年11月18日の試合で、それまでエドガー・ジョーンズが1979年までに記録した1,877得点を更新する大学新記録を作った。また2005-2006シーズンには、ジョーンズが持っていたシーズン大学得点記録も更新している。ウェスタン・アスレティック・カンファレンスのプレイヤー・オブ・ザ・イヤーに2005年から2007年まで3年連続で選ばれた。

### プロ選手

#### NBA時代
2007年のNBAドラフト2巡でダラス・マーベリックスに指名された。サマーリーグで平均17分の出場で、6.6得点、4.4リバウンドをあげた彼は、7月26日にマーベリックスと1年契約を結んだ（契約内容はチーム方針により公開されていない。）。
2008年2月19日、マーベリックスがジェイソン・キッドを獲得するためのトレード要員の1人として、キース・ヴァン・ホーンと契約した際、解雇された。2月27日、ロサンゼルス・クリッパーズと契約を結んだが、シーズン終了後、契約延長がされず、同年8月1日に無制限フリーエージェントになった。その後、デンバー・ナゲッツのトレーニングキャンプに参加したが、シーズン開幕前の10月23日に解雇された。
2008年10月28日、ベルギーのベースオーステンデと契約を結んだ。
2009年1月、リーグ・ナショナル・バスケットボール（フランスリーグ）のASVELリヨンビラーバンと契約した。この年夏には、アメリカのボストン・セルティックスのサマーリーグに出場。
2009-2010年シーズンは、フランスのJDAディジョンでプレーした。
2010年のNBAデベロップメント・リーグドラフト全体1位でリノ・ビッグホーンズに指名された。同年12月30日、足首を負傷したことから解雇されたが、2011年に再びチームに加わった。2011年12月に怪我のため、チームからウェーバーされた。

#### 東芝ブレイブサンダース
その後、フィリピン、アセアンリーグを経て、2012年に来日し、東芝ブレイブサンダースに入団。リーグベスト5と得点王を受賞した。
2013年のNBLオールスターに選出されている。
2016年9月22日にB.LEAGUEが発足。所属する東芝もプロクラブとなり、現在の「川崎ブレイブサンダース」となる。Bリーグ初年度のシーズンではB1得点王、B1シーズンMVPに輝くも、チームは惜しくファイナルで惜しくも栃木ブレックスに惜敗し、準優勝となる。
2018年4月26日に日本国籍を取得した。官報告示では『ニコラス・ライアン・ファジーカス』と表記されている。
2023年9月16日、宇都宮ブレックスとのプレシーズンマッチの後、2023-24シーズン限りで現役を引退することを発表した。引退の理由についてファジーカスは「10カ月を戦う長いシーズン、体力的にもメンタル的にも厳しくなってきている。一番高いパフォーマンスを維持できるのは今年が最後なのかなと思ったことが、引退する決め手になりました」と語った。

## 日本代表歴
2018年6月、フリオ・ラマスヘッドコーチ指揮下の日本代表候補に選出。FIBAランキング上位のオーストラリア戦に勝利するなど、W杯予選突破に貢献した。
2019年9月、ワールドカップ中国大会では日本代表として母国アメリカ戦を含む全5試合に出場した。
2022年8月、トム・ホーバスヘッドコーチ体制の日本代表に選出され、ワールドカップ2023アジア地区2次予選ウィンドウ4・カザフスタン戦で3年ぶりに日本代表の試合に出場。

## 経歴
- アルバタ高校 -
- ラルストンバレー高校 -
- ネバダ大学 -
- ダラス・マーベリックス（NBA） -
- タルサ・66ers（NBADL） -
- ダラス・マーベリックス -
- ロサンゼルス・クリッパーズ（以上NBA） -
- ベースオーステンデ（ベルギー） -
- アデッコ・ASVEL・リヨンビラーバン -
- JDA・ディジョンボールゴーン（以上フランス） -
- リノ・ビッグホーンズ（NBADL） -
- ペトローン・ブレーズ・ブースターズ（フィリピン） -
- サン・ミゲル・ビアーメン（アセアンリーグ） -
- 東芝（2012～2016）-
- 川崎ブレイブサンダース（2016～2024）

## 成績

### NBA
| シーズン | チーム | GP | GS | MPG  | FG%  | 3P%  | FT%  | RPG | APG | SPG | BPG | PPG |
| -------- | ------ | -- | -- | ---- | ---- | ---- | ---- | --- | --- | --- | --- | --- |
| 2007–08  | DAL    | 4  | 0  | 2.3  | .400 | .000 | .000 | .8  | .0  | .0  | .0  | 1.0 |
| 2007–08  | LAC    | 22 | 0  | 11.8 | .571 | .000 | .682 | 3.9 | .6  | .4  | .5  | 4.7 |
| Career   |        | 26 | 0  | 10.3 | .561 | .000 | .682 | 3.4 | .4  | .3  | .4  | 4.1 |

### Bリーグレギュラーシーズン
| シーズン | チーム | GP | GS | MPG  | FG%  | 3P%  | FT%  | RPG  | APG | SPG | BPG | TO  | PPG  |
| -------- | ------ | -- | -- | ---- | ---- | ---- | ---- | ---- | --- | --- | --- | --- | ---- |
| 2016-17  | 川崎   | 60 | 60 | 30.3 | .546 | .428 | .815 | 12.7 | 2.4 | .8  | .8  | 2.3 | 27.1 |
| 2017-18  | 川崎   | 60 | 59 | 29.9 | .553 | .446 | .846 | 10.9 | 2.8 | 1.2 | .4  | 2.3 | 25.3 |
| 2018-19  | 川崎   | 57 | 48 | 31.3 | .516 | .388 | .862 | 10.9 | 3.2 | 1.1 | .4  | 2.0 | 22.3 |

### Bリーグプレーオフ
| シーズン | チーム | GP | GS | MPG  | FG%  | 3P%  | FT%  | RPG  | APG | SPG | BPG | TO  | PPG  |
| -------- | ------ | -- | -- | ---- | ---- | ---- | ---- | ---- | --- | --- | --- | --- | ---- |
| 2017     | 川崎   | 6  | 6  | 28.8 | .442 | .167 | .848 | 10.0 | 1.3 | .8  | 1.0 | 1.7 | 19.5 |
| 2018     | 川崎   | 3  | 3  | 23.1 | .645 | .250 | .909 | 9.0  | 2.0 | .7  | .3  | 1.3 | 20.3 |
| 2019     | 川崎   | 2  | 2  | 32.6 | .455 | .000 | .600 | 13.0 | 1.0 | 1.0 | .0  | 1.5 | 16.5 |

- Bリーグプレーオフ 2018では2Q制の1試合を含む

## 人物
祖父のアルバート・ファジーカスは、ハンガリー動乱の時に自由を要求した活動家で、投獄されたが、その後アメリカに妻と子供を連れて逃れてきた。ニックの父親はアメリカで生まれており、ワイオミング大学、アイダホ州立大学（英語版）でバスケットボールをプレーした後、アルゼンチンリーグでプレーした。
2011年のインタビューで将来ハンガリーの市民権を獲得し、バスケットボールハンガリー代表としてプレーしたいと語った。
その後、日本国籍を取得し、日本候補代表に選出される。
好きな食べ物はピザ。苦手な食べ物は生魚と納豆。

## 表彰
- Bリーグ
  - レギュラーシーズン最優秀選手賞（2016-17）
  - レギュラーシーズンベストファイブ（2016-17）（2020-2021）
  - 得点王（2016-17）
  - Bリーグオールスターゲーム選出：2回（2019、2020）

## 著書
- 『決断』徳間書店、2019年8月。ISBN 978-4198648886。※電子書籍もあり